# Dromadaire des Îles Canaries
Le Dromadaire des Îles Canaries (Camello canario) ou Majorero est une race de dromadaire domestique originaire des îles Canaries. C'est la seule race européenne de dromadaire.

## Présentation
Le Majorero descend de dromadaires africains (Camelus dromedarius) importés lors de la colonisation des îles en 1405. D'abord introduit sur les îles Lanzarote et Fuerteventura, les plus arides de l'archipel, l'animal s'adapte bien à ce nouvel habitat et colonise les autres îles.

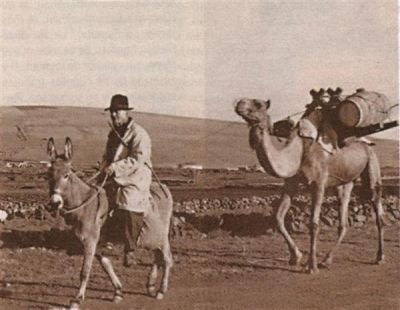
Majorero utilisé comme animal de bât au début du 20^{e} siècle à Fuerteventura.

Les dromadaires ont alors deux usages principaux : comme animal de bât (transports divers) et comme animal de trait dans l'agriculture, aidant au labour. L'arrivée de la mécanisation a failli causer la disparition de l'animal dans la première moitié du xxe siècle. C'est le développement du tourisme qui permet de conserver la race. Les animaux sont utilisés comme animaux de selle pour faire découvrir les îles aux visiteurs.
L'isolation sur les îles pendant plus de 600 ans a permis de développer une population insulaire à part. L'interdiction d'importer des dromadaires africains vers la fin du xxe siècle renforce la protection génétique du Majorero. C'est dans les années 2000 que sont réalisées des études génétiques sur les animaux. Le résultat publié en 2010 mène à la reconnaissance du Camello canario comme une race à part entière en mars 2011, faisant d'elle la seule race de dromadaire européenne.
Le gouvernement espagnol a classé la race en danger d'extinction. Seul un petit millier d'individus est présent sur quatre îles de l'archipel : Grande Canarie, Tenerife, Fuerteventura et Lanzarote. La race est sauvegardée grâce à l'activité touristique.

## Description
De taille moyenne et bien proportionné, le mâle mesure près de 184 cm au garrot pour environ 500 kg. Plus petite, la femelle mesure 150 cm pour 484 kg. Il est de couleur unie, beige à rougeâtre clair mais des animaux pies sont également présents. Intelligent, il est docile et peut développer des liens forts envers son maître.

## Utilisations
Principalement utilisé comme attraction touristique sur les îles, il n'existe sur place aucune filière pour la production de lait ou de viande.
L'interdiction européenne d'importer des animaux d'Afrique pour raisons sanitaires, permet aux Îles Canaries d'être le seul fournisseur de ces camélidés en Europe. Ainsi, quelques animaux sont exportés vers les pays européens tous les ans. En 2006 est créée une entreprise laitière productrice de lait de chamelle aux Pays-Bas avec, pour démarrer, trois dromadaires des Îles Canaries. Installée dans le Brabant-Septentrional, la Kamelenmelkerij Smits possède au début des années 2020, un troupeau de plus d'une centaine de bêtes et exporte son lait à l'international,.

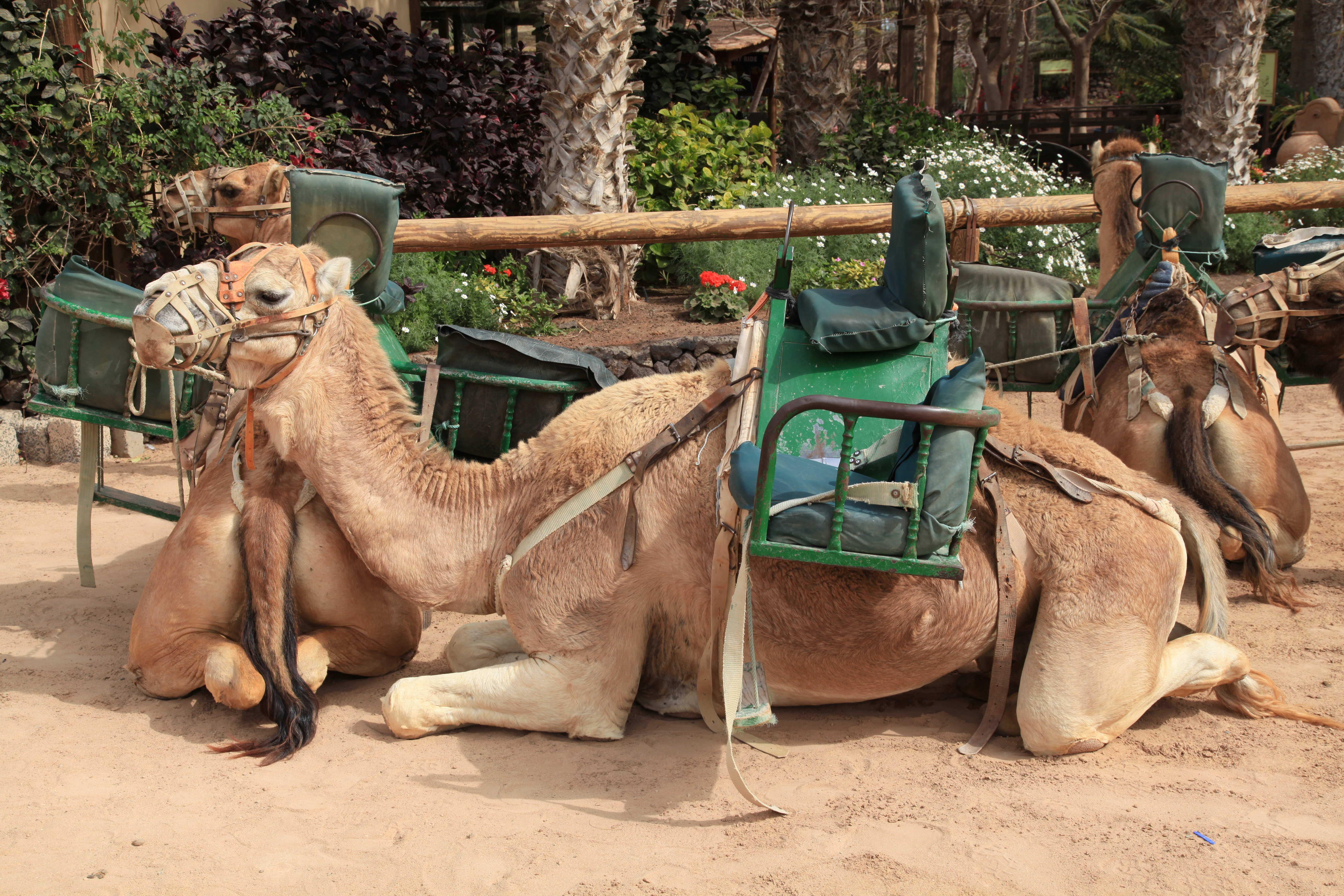
Dromadaire sellé.
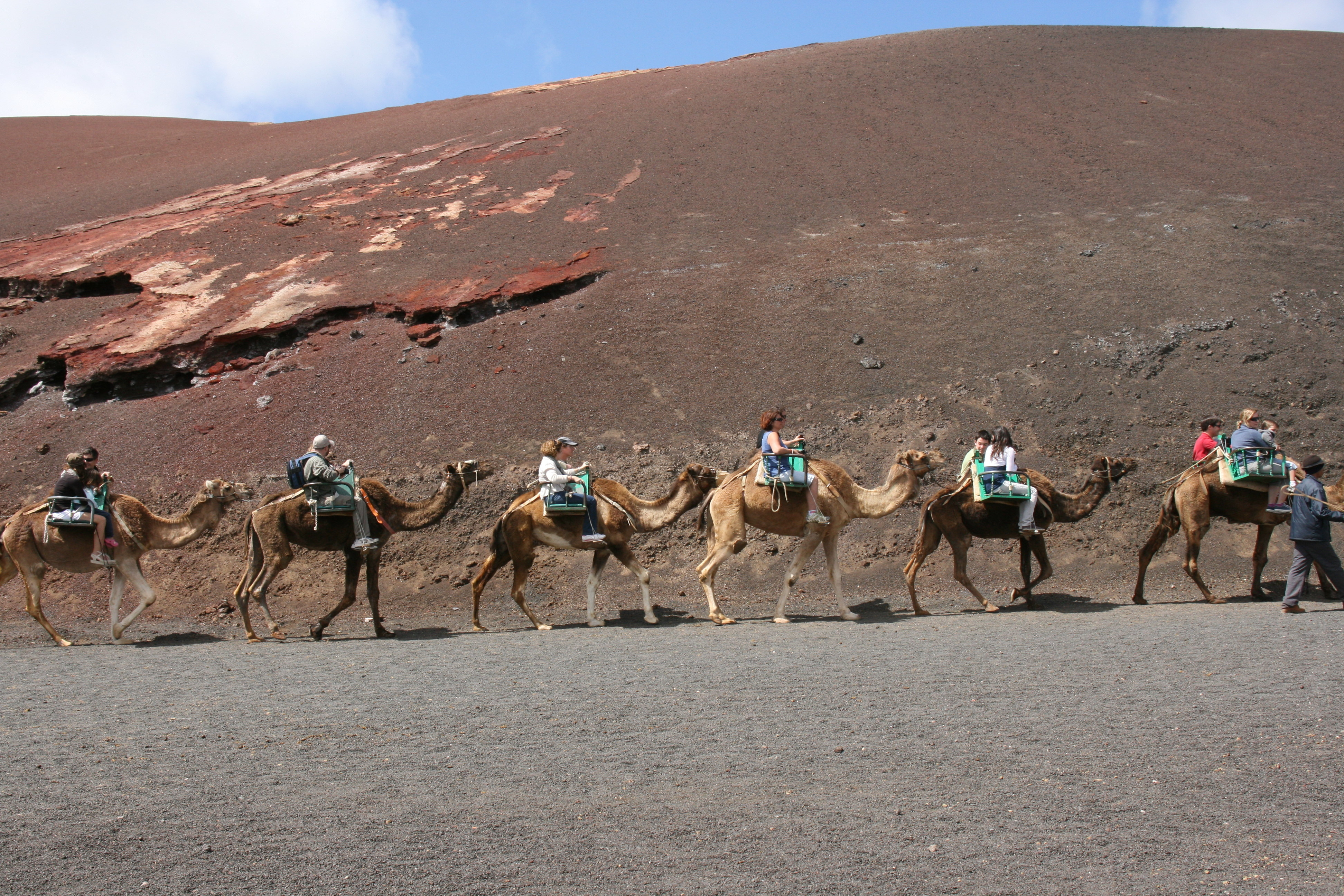
Touristes à dos de dromadaires.

### Articles
- (en) Ursula Schulz, Isabel Tupac, Amparo Martinez et Susy Méndez, « The Canarian Camel: A Traditional Dromedary Population », Diversity,‎ avril 2010, p. 561-571 (DOI 10.3390/d2040561, lire en ligne)